# (136618) 1994 CN2
(136618) 1994 CN2 est un astéroïde Apollon et aréocroiseur, classé comme potentiellement dangereux. Il fut découvert par Spacewatch à l'observatoire de Kitt Peak le 15 février 1994.